# Francisco Barrio Terrazas
Francisco Javier Barrio Terrazas (Chihuahua, Chihuahua; 25 de noviembre de 1950) es un político mexicano, miembro del Partido Acción Nacional (PAN).
En la década de 1980 se destacó como un líder de la oposición política en su natal Chihuahua; en su carrera se ha desempeñado como presidente municipal de Ciudad Juárez y Gobernador de Chihuahua, en ambos casos se convirtió en el primer candidato de oposición en alcanzar dichos cargos, frente a los candidatos del PRI. Ha sido también Secretario de Estado durante el gobierno de Vicente Fox, diputado federal plurinominal y Embajador de México en Canadá

## Trayectoria académica y profesional
Barrio Terrazas es Contador Público por la Universidad Autónoma de Chihuahua, en donde también obtendría una Maestría en Administración de Empresas. Se desempeñó como docente en el Instituto Tecnológico Regional de Chihuahua.
Barrio Terrazas ha ejercido en la Empresa Empacadora Chihuahuense, ha sido vicepresidente del Centro Patronal del Norte, presidente del Centro Empresarial de Ciudad Juárez, Chihuahua, director general de la empresa Consultores en Planeación del Norte y director general de la empresa Administración Profesional de Negocios.
También ha sido Administrador regional en Chihuahua, Contador general del INFONAVIT en Chihuahua y Director de sistemas del municipio de Ciudad Juárez, Chihuahua.

## Actividad política
Barrio se incorporó al PAN en 1983, el mismo año que el partido lo postuló a Presidente Municipal de Ciudad Juárez resultando triunfador en las elecciones de ese año en las cuales el PRI perdió las principales ciudades del estado, incluida la capital. El reconocimiento a estos triunfos por parte del entonces gobernador priista Óscar Ornelas tuvo repercusiones nacionales y provocaría entre otras circunstancias su salida de la gubernatura.
En 1986 Barrio fue postulado por el PAN a la gubernatura del estado, en condiciones políticas exacerbadas entre la sociedad chihuahuense, debido a los acontecimientos que se venían generando desde tiempo anterior (conflictos entre los municipios panistas y los gobiernos estatal y federal, conflicto universitario y posterior caída del gobernador Óscar Ornelas en 1985, etc.), esta campaña es considerada un parteaguas en el desarrollo político de México debido a las consecuencias que tuvo e incluso su difusión a nivel internacional, aunque en el país la información fue ocultada por orden gubernamental. El resultado oficial de las elecciones dieron el triunfo al candidato del Partido Revolucionario Institucional, Fernando Baeza Meléndez, sin embargo, los panistas reclamaron el triunfo para sí, denunciando un fraude electoral y llamando a la resistencia civil que incluyó el cierre de carreteras y puentes fronterizos con Estados Unidos y llegó a su clímax cuando los obispos católicos chihuahuenses anunciaron la suspensión de cultos (que no llegó a realizarse) como protesta ante el fraude electoral.
Finalmente el triunfo priista se consolidó y Barrio vivió alejado de la política los siguientes 5 años, hasta que en 1992 en miras de las siguientes elecciones a gobernador fue nuevamente postulado al cargo resultando en esta ocasión triunfador por una amplia mayoría. Francisco Barrio tomó posesión como Gobernador de Chihuahua el 4 de octubre de 1992, convirtiéndose en el primer gobernador de oposición en la historia del estado luego de años de hegemonía del Partido Revolucionario Institucional y así mismo en uno de los primeros gobernadores opositores en la historia del país.
Como gobernador, Barrio entregó resultados mixtos y en consecuencia el PRI recuperó el control del estado al final de su mandato en 1998. Mientras que gobernó el estado, cientos de mujeres fueron violadas y asesinadas en Ciudad Juárez. Barrio se negó durante años a realizar una investigación y sugirió que los ataques no eran sorprendentes porque las víctimas caminaban en lugares oscuros por la noche y llevaban ropa provocativa. Por otra parte durante su gestión como gobernador, el estado de Chihuahua se ubicó como el primer lugar nacional en combate a la corrupción y como el buen gobierno, según la revisión anual realizada por el Instituto Tecnológico y de Estudios Superiores de Monterrey (ITESM).

### Secretario de estado, diputado y precandidato a la Presidencia
En 2000 fue elegido Secretario de Contraloría y Desarrollo Administrativo de México (hoy Secretaría de la Función Pública) por el entonces presidente Vicente Fox, renunciando al cargo en 2003 para ser diputado federal plurinominal en la LIX Legislatura y fue designado por el entonces Presidente del PAN, Luis Felipe Bravo Mena, como Coordinador del Grupo Parlamentario del PAN en la Cámara de Diputados de México.
Durante la LIX Legislatura, Barrio Terrazas también se desempeñó como integrante de la Primera Comisión de Trabajo, de la Comisión de Puntos Constitucionales y de la Tercera Comisión de Trabajo de la Cámara de Diputados.
El 24 de febrero de 2005, pidió licencia para buscar la candidatura a la Presidencia de la República por su partido en las Elecciones presidenciales de 2006, acusando que el entonces también interesado, Santiago Creel Miranda, tenía apoyo por parte del entonces presidente Vicente Fox. Verónica Pérez Herrera, tomaría su lugar en la Cámara de Diputados como suplente.
Sin embargo, en julio de ese mismo año, Barrio Terrazas dejaría la contienda interna al acusar que el trato favorable a Santiago Creel no permitiría una contienda limpia. Barrio Terrazas regresó a su curul el 1 de agosto de 2005 y se incorporaría a la Comisión de Economía.
Barrio Terrazas también se ha desempeñado como Consejero estatal y nacional de su partido, así como miembro del Comité Directivo Estatal de su partido en Chihuahua y miembro del Comité Ejecutivo Nacional.

### Embajador en Canadá

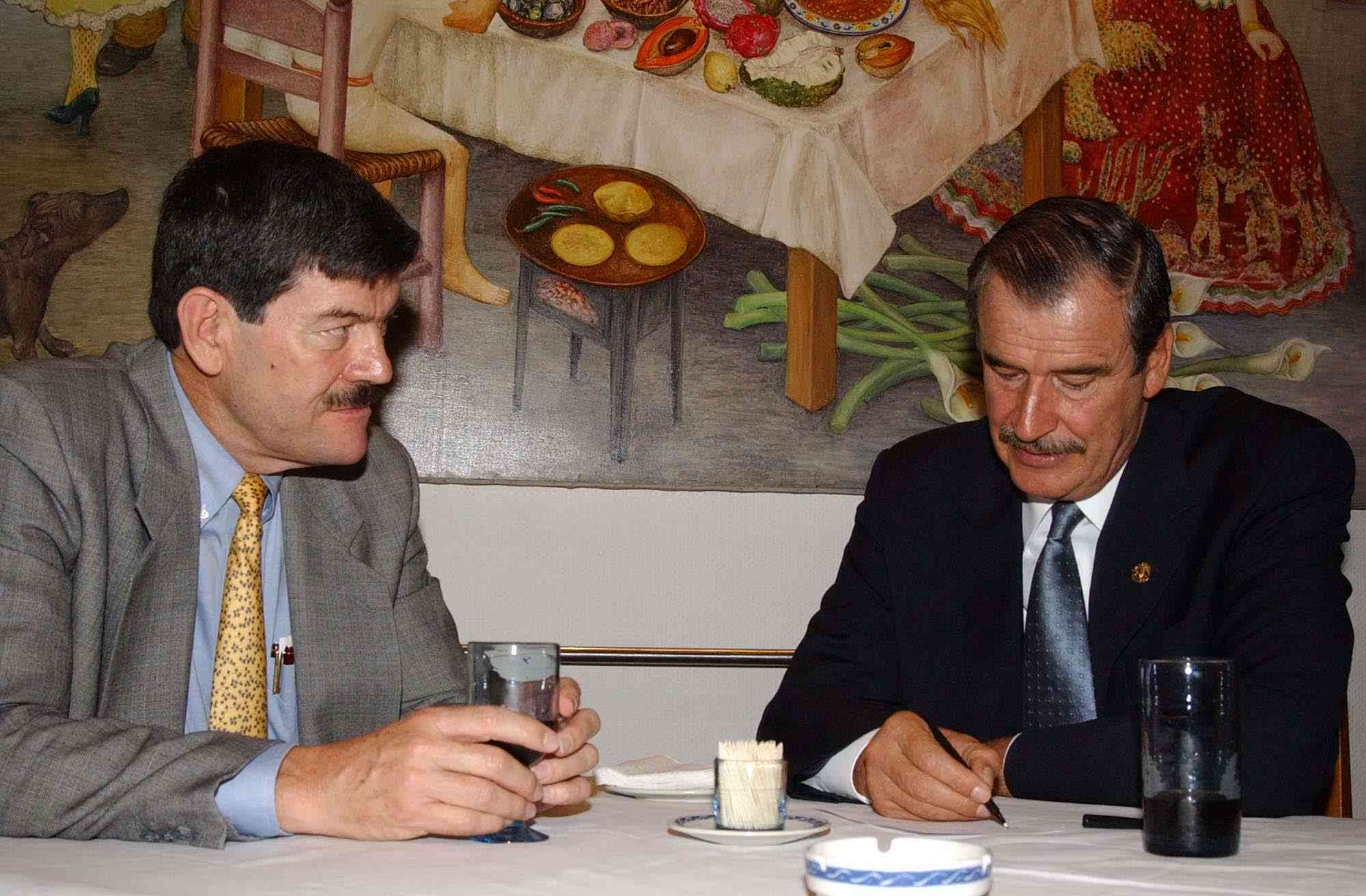
Francisco Barrio con Vicente Fox.

El 7 de enero de 2009 el presidente Felipe Calderón Hinojosa lo propuso como embajador de México en Canadá al Senado de la República, siendo oficialmente ratificado como tal por la Comisión Permanente del Congreso de la Unión y rindió la protesta de ley como embajador el 14 de enero del mismo año. El mismo día en declaraciones a la prensa se descartó como posible aspirante a la candidatura presidencial de su partido en 2012; así mismo trascendió que parte de las razones para aceptar la embajada era la inseguridad que se vive en el estado de Chihuahua y en Ciudad Juárez en particular, donde reside, lo cual fue cuestionado por diputados miembros del Partido de la Revolución Democrática.